# Richard de Fournival
Richard de Fournival (1201-1260) fue un filósofo y trovador francés, conocido sobre todo por el Bestiaire d'amour (Bestiario del amor).

## Vida
Richard de Fournival nació en Amiens el 10 de octubre de 1201. Su padre, Roger de Fournival, era el médico personal del rey Felipe II de Francia, mientras la madre fue llamada Élisabeth de la Pierre.
Arnoul, obispo de Amiens desde 1236 hasta 1246, era su medio hermano. Posteriormente, Richard fue nombrado canónigo, diácono y canciller del capítulo de la Catedral de Amiens.
También obtuvo la calificación para la profesión de cirujano por decisión del Papa Gregorio IX, un privilegio que fue confirmado por segunda vez en 1246 por Inocencio V.
Murió el 1 de marzo de 1259 o 1260.

## Obras
Además del bestiario más conocido, escribió otras obras en prosa: Commens d'amours, Censes d'amore, Poissance d'amore, De vetula y Amistié de vraie amour, Nativitas (una autobiografía astrológica) y De arte alchemica. Biblionomia es una lista de sus escritos.
La biblionomia es una obra de 162 volúmenes que cubren las siguientes materias temáticas: gramática, dialéctica, retórica, geometría y aritmética, música y astronomía, filosofía y poesía. No está claro si se trata de una biblioteca real o no. Sin embargo, al menos 35 de estos volúmenes se encontraron en bibliotecas medievales, como la Sorbona, y las modernas, como la Biblioteca Nacional de Francia.
La lista y su fecha a más tardar, fijada en 1260, nos permiten fechar otras terceras obras. Por ejemplo, son la única fuente de datación de los siguientes escritos de Jordanus Nemorarius: Liber philotegni (Fournival n. 43), el De ratione ponderis (n. 43), Algorismus (n. 45), Arithmetic (n. 47), el De numeris datis (n. 48) y el De plana spera (n. 59).
La biblioteca de Richard, de la cual la Biblionomia era un catálogo parcial, fue heredada por Gérard de Abbeville, archidiácono d'Amiens, que a su vez dejó una parte considerable de ella al recién creado Collège de Sorbonne.
En el siglo XVIII, una fracción de estos últimos pasó a la Biblioteca Real, actual Biblioteca Nacional de Francia.